# Ulotrichopus trisa
Ulotrichopus trisa är en fjärilsart som beskrevs av Swinhoe 1899. Ulotrichopus trisa ingår i släktet Ulotrichopus och familjen nattflyn. Inga underarter finns listade i Catalogue of Life.